# Clinical Cancer Research
Clinical Cancer Research est une publication médicale revue par les pairs abordant la recherche en oncologie.